# Heimtückegesetz
Das Gesetz gegen heimtückische Angriffe auf Staat und Partei und zum Schutz der Parteiuniformen vom 20. Dezember 1934, bekannt unter der Bezeichnung Heimtückegesetz, stellte die missbräuchliche Benutzung von Abzeichen und Parteiuniformen unter Strafe. Es schränkte darüber hinaus das Recht auf freie Meinungsäußerung ein und kriminalisierte alle kritischen Äußerungen, die angeblich das Wohl des Reiches, das Ansehen der Reichsregierung oder der NSDAP schwer schädigten.
Das Gesetz griff auf fast gleichlautende Bestimmungen aus der „Verordnung des Reichspräsidenten zur Abwehr heimtückischer Angriffe gegen die Regierung der nationalen Erhebung“ vom 21. März 1933 zurück, erweiterte jedoch den Strafrahmen. Allerdings richtete sich die VO von 1933 lediglich gegen unwahre oder gröblich entstellte Behauptungen tatsächlicher Art und enthielt noch keine Strafbarkeit von Werturteilen (§ 2 des Heimtückegesetzes).

## Verordnung von 1933
Nach heftigen Vorwürfen versprach Staatssekretär Franz Schlegelberger im März 1933, die Justiz werde „die jetzige Regierung der nationalen Erhebung auf das energischste […] unterstützen“. Er legte den Entwurf einer „Verordnung zur Abwehr heimtückischer Diskreditierung der nationalen Regierung“ vor, die mit geänderter Überschrift am 21. März 1933, dem Tag von Potsdam, vom Kabinett beschlossen und auch vom Reichspräsidenten Paul von Hindenburg unterzeichnet wurde. Am selben Tag wurden mit einer weiteren Verordnung Sondergerichte gebildet, die zur Aburteilung zuständig sein sollten.
„Auf Grund des Artikels 48 Abs. 2 der Reichsverfassung wird folgendes verordnet:
§ 1
(1) Wer eine Uniform eines Verbandes, der hinter der Regierung der nationalen Erhebung steht, in Besitz hat, ohne dazu als Mitglied des Verbandes oder sonstwie befugt zu sein, wird mit Gefängnis bis zu zwei Jahren bestraft.
(2) Wer die Uniform oder ein die Mitgliedschaft kennzeichnendes Abzeichen eines Verbandes der im Abs. 1 bezeichneten Art, ohne Mitglied des Verbandes zu sein, trägt, wird mit Gefängnis nicht unter einem Monat bestraft.
§ 2
(1) Wer eine strafbare Handlung gegen Personen oder Sachen begeht oder androht und dabei, ohne Mitglied des Verbandes zu sein, die Uniform oder ein die Mitgliedschaft kennzeichnendes Abzeichen eines Verbandes der im § 1 Abs. 1 bezeichneten Art trägt oder mit sich führt, wird mit Zuchthaus, bei mildernden Umständen mit Gefängnis nicht unter sechs Monaten bestraft.
(2) Ist die Tat in der Absicht begangen, einen Aufruhr oder in der Bevölkerung Angst oder Schrecken zu erregen oder dem Deutschen Reich außenpolitische Schwierigkeiten zu bereiten, so ist die Strafe Zuchthaus nicht unter drei Jahren oder lebenslanges Zuchthaus. In besonders schweren Fällen kann auf Todesstrafe erkannt werden.
(3) Nach diesen Vorschriften kann ein Deutscher auch dann verfolgt werden, wenn er die Tat im Ausland begangen hat.
§ 3
(1) Wer vorsätzlich eine unwahre oder gröblich entstellte Behauptung tatsächlicher Art aufstellt oder verbreitet, die geeignet ist, das Wohl des Reichs oder eines Landes oder das Ansehen der Reichsregierung oder einer Landesregierung oder der hinter diesen Regierungen stehenden Parteien oder Verbänden schwer zu schädigen, wird, soweit nicht in anderen Vorschriften eine schwerere Strafe angedroht ist, mit Gefängnis bis zu zwei Jahren und, wenn er die Behauptung öffentlich aufstellt oder verbreitet, mit Gefängnis nicht unter drei Monaten bestraft.
(2) Ist durch die Tat ein schwerer Schaden für das Reich oder ein Land entstanden, so kann auf Zuchthausstrafe erkannt werden.
(3) Wer die Tat grob fahrlässig begeht, wird mit Gefängnis bis zu drei Monaten oder mit Geldstrafe bestraft.
§ 4
Wer die Mitgliedschaft eines Verbandes erschlichen hat, gilt für die Anwendung dieser Verordnung als Nichtmitglied.
§ 5
Diese Verordnung tritt mit dem auf die Verkündigung folgenden Tage in Kraft.
Berlin, den 21. März 1933.“

## Gesetz von 1934
Am 20. Dezember 1934 wurde die Verordnung umgeformt zum „Gesetz gegen heimtückische Angriffe auf Staat und Partei und zum Schutz der Parteiuniformen“.

### Inhalt
Zunächst änderte man die Reihenfolge der Bestimmungen, wobei die gegen den Missbrauch von Parteiuniform und -abzeichen gerichteten Paragrafen nach hinten rückten. Die Anzahl der deswegen eingeleiteten Verfahren war mit knapp fünf Prozent bedeutungslos geblieben. Erhalten blieb allerdings im erneuerten § 3 die schärfere Strafandrohung mit Zuchthaus oder sogar mit der Todesstrafe, wenn der sich als Nationalsozialist tarnende Täter die Absicht verfolgte, „einen Aufruhr oder in der Bevölkerung Angst oder Schrecken zu erregen, oder dem Deutschen Reich außenpolitische Schwierigkeiten zu bereiten“.
Die Bestimmung des § 3 der Verordnung wurde fast wortgleich als § 1 des Gesetzes übernommen. Danach wurde bestraft, wer „vorsätzlich eine unwahre oder gröblich entstellte Behauptung tatsächlicher Art aufstellt oder verbreitet…“. Auch grob fahrlässige Taten waren strafbar. Als Strafmaß wurde Gefängnis bis zu zwei Jahren festgelegt. Bei öffentlicher Begehung dauerte das Gefängnis von drei Monaten bis zu fünf Jahren.
Neu hinzu kam ein § 2, mit dem über Tatsachenbehauptungen hinaus nun auch geäußerte Werturteile bestraft werden konnten: „Wer öffentlich gehässige, hetzerische oder von niedriger Gesinnung zeugende Äußerungen über leitende Persönlichkeiten des Staates oder der NSDAP, über ihre Anordnungen oder die von ihnen geschaffenen Einrichtungen macht…“, wird mit Gefängnis (von einem Tag bis zu fünf Jahren gem. § 16 StGB a. F.) bestraft. Als „öffentlich“ galten Äußerungen auch dann, wenn der Täter „damit rechnen muss, dass die Äußerung in die Öffentlichkeit dringen werde.“
Für eine Strafverfolgung bedurfte es der Zustimmung des Stellvertreters des „Führers“ – faktisch seiner Dienststelle Stab des Stellvertreters des Führers – oder des Reichsjustizministeriums. Damit war eine politische Steuerung möglich.

### Hintergrund und rechtliche Beurteilung
Amtlich begründet wurde die Einfügung des § 2 damit, dass bei einer Beschränkung auf Tatsachenbehauptungen „hetzerische Äußerungen über leitende Persönlichkeiten … über ihre Anordnungen und die von ihnen geschaffenen Einrichtungen straflos blieben“ oder nur wegen Beleidigung bestraft werden könnten. Darüber hinaus aber konnte nun auch eine unerwünschte Erörterung über den Wahrheitsgehalt einer Behauptung umgangen werden.
Die unbestimmten Rechtsbegriffe ermöglichten es, nahezu jede kritische Äußerung zu ahnden. Die Zuständigkeit von Sondergerichten reduzierte die Schutzrechte des Beschuldigten: Eine gerichtliche Voruntersuchung und Haftprüfung unterblieb, die Ladungsfrist betrug nur drei Tage und ein Urteil wurde sofort rechtskräftig.
Durch die Konstruktion einer „Ersatzöffentlichkeit“ konnte Kritik nur noch innerhalb intakter Familien geäußert werden, denn „bei zerrütteter Ehe muss der Täter […] damit rechnen, dass seine Ehefrau die Äußerung nicht für sich bewahrt.“

## Auswirkung
Auch wenn die Bevölkerung nur teilweise an Denunziationen mitwirkte, wurde die erwünschte abschreckende Wirkung und Sicherung des Herrschaftssystems erreicht. Nach einer erhaltenen Gesamtstatistik für das Jahr 1937 wurden binnen zwölf Monaten 17.168 Personen aufgrund ihrer Äußerungen angezeigt, über 7000 angeklagt und etwa 3500 verurteilt.
Übergroße Härte war nicht erforderlich, um die Kritiker zum Schweigen zu bringen. Der Mehrzahl der Angezeigten blieb daher ein förmliches Strafverfahren erspart. Sie kamen mit Warnungen oder „Rede- und Aufenthaltsverbot“ davon, die in einigen Fällen aber erst nach bis zu 21 Tagen Schutzhaft bei der Gestapo ausgesprochen wurden. Auch Beschuldigte, die wegen eines deftigen politischen Witzes denunziert worden waren, blieben als Ersttäter meist von förmlichen Haftstrafen verschont.
In der Vorkriegszeit griff man häufig auf den § 360 StGB zurück und sanktionierte Äußerungen nur als „groben Unfug“ mit Geldstrafen oder Haftstrafen bis zu sechs Wochen. Später wurden manche Verfahren auf Anweisung aus dem Justizministerium oder der Parteikanzlei niedergeschlagen, weil Äußerungen über Euthanasie, Judenverfolgung oder Stalingrad nicht erörtert werden sollten. Bei Kriegsbeginn bezeichneten einzelne Richter die Verhängung von Haftstrafen nach dem Heimtückegesetz als ungeeignetes Mittel: Eine Haftstrafe könne „möglicherweise ein ‚Ansporn‘ sein, sich durch Meckereien dem Heeresdienst zu entziehen.“
Einträge in Häftlings-Personal-Karten aus verschiedenen Konzentrationslagern nennen "Vergehen gegen das Heimtückegesetz" als Haftgrund.
Urteilssprüche mit Todesstrafe, die gemäß § 3 Absatz 2 des Heimtückegesetzes möglich waren, sind in den lückenhaft überlieferten Akten der Sondergerichte nicht enthalten. Sondergerichte im besetzten Polen verhängten einige Todesurteile, indem sie eine Verbindung mit der Volksschädlingsverordnung herstellten. Ab 1943 wurden viele kritische Meinungsäußerungen nicht mehr nach dem Heimtückegesetz verfolgt, sondern öfter vom Volksgerichtshof als Wehrkraftzersetzung ausgelegt und mit der Todesstrafe geahndet.

## Bewertungen
Nicht nur Gegner des NS-Regimes, auch Nationalsozialisten und Mitläufer wurden zur Vorsicht bei kritischen Äußerungen veranlasst. Furcht vor der Gestapo, vor Untersuchungs- und Strafhaft und Existenzverlust waren allgegenwärtig.
Nach Einschätzung des Zeithistorikers Bernward Dörner war das Heimtückegesetz „ein notwendiger, nicht wegzudenkender Bestandteil der nationalsozialistischen Diktatur.“ Der Rechtsjournalist Hans Wüllenweber bezeichnet das beliebig dehn- und beugbare Gesetz als „Gesinnungsterror“.

## Nach dem Krieg
Das „Heimtückegesetz“ wurde durch das Gesetz Nr. 1 des Alliierten Kontrollrates vom 20. September 1945 aufgehoben.
Denunzianten und Gestapobeamte, die Vernehmungen vorgenommen und die Strafverfolgung eingeleitet hatten, wurden in den ersten Nachkriegsjahren oftmals zur Rechenschaft gezogen. Die Mehrzahl der Richter und Staatsanwälte blieben straffrei. Den Opfern des Heimtückegesetzes blieb eine Haftentschädigung meist verwehrt, weil sie nicht nachweisen konnten, dass ihre Äußerung eine „wirklich fundierte eindeutige politische Haltung“ und Überzeugung offenbare.